# Pidhaiți, Pustomîtî
Pidhaiți (în ucraineană Підгайці) este un sat în comuna Stavceanî din raionul Pustomîtî, regiunea Liov, Ucraina.

## Demografie
Componența lingvistică a localității Pidhaiți
     Ucraineană (100%)
Conform recensământului din 2001, toată populația localității Pidhaiți era vorbitoare de ucraineană (100%).